# Всевластие
Всевластие, панархизъм или панархия е политическа философия акцентираща върху правото на индивида да се присъединява към и оттегля от каквато форма на управление пожелае, без да се налага да се премества от мястото където живее. Терминът панархия е въведен за първи път в употреба от белгийския икономист Пол-Емил де Пойт в едноименна статия публикувана през 1860.